# Hemsjö, Alingsås kommun
Hemsjö är kyrkbyn i Hemsjö socken i Alingsås kommun, drygt en mil söder om Alingsås. 
Bebyggelsen är spridd, men i huvudsak centrerad kring Hemsjövägen som löper parallellt med E20, från Kärrbogata, förbi Hemsjö kyrka, Hemsjö IF:s idrottsplats, gamla kyrkogården, Hästeryd och sedan ansluter till E20 vid Hästerydskorset. Även vid vägen mot Edsås finns en del bebyggelse. 
Hemsjös stora kyrka från 1856 är församlingskyrka för Hemsjö församling.  Runt kyrkan finns, förutom församlingshem och bostäder för kantor, kyrkvaktmästare och präst, också byns grundskola Hemsjö Kyrkskola (årskurs 0 – 6). 500 meter norrut från kyrkan ligger Byvallen som är hemmaplan för Hemsjö IF.
Hemsjö IF har verksamhet inom bland annat fotboll, bordtennis, handboll, gymnastik, bandy och innebandy. Hemsjö IF:s herrfotbollslag spelar under säsongen 2010 i division 5.

## Administrativ historik
Bebyggelsen var av SCB före 2015 avgränsad i tre småorter som betecknats som Hemsjö (S5029) (från 1990), Hemsjö (östra delen) (S5035) (från 1995) och Hemsjö (norra delen) (S5031) (från 1995). 2015 uppgick Hemsjö (östra delen) i Hemsjö som då klassades som en ny tätort medan Hemsjö Norra fortsatte räknas som en egen småort. Tätorten hade då 2015 370 invånare på 129 hektar.
2018 sammanväxte tätorten med bebyggelsen i tätorten Ingared och räknas därefter som en del av den tätorten. samtidigt upphörde småorten Hemsjö Norra, då antalet invånare var för få.